# Bjeloševina, Nikšić
Bjeloševina este un sat din comuna Nikšić, Muntenegru. Conform datelor de la recensământul din 2003, localitatea are 213 locuitori (la recensământul din 1991 erau 245 de locuitori).

## Demografie
În satul Bjeloševina locuiesc 180 de persoane adulte, iar vârsta medie a populației este de 38,0 de ani (34,3 la bărbați și 42,6 la femei). În localitate sunt 52 de gospodării, iar numărul mediu de membri în gospodărie este de 4,10.
|  |

| Demografie | Demografie | Demografie |
| An         | Locuitori  | Locuitori  |
| ---------- | ---------- | ---------- |
|            |            |            |
|            |            |            |
|            |            |            |
|            |            |            |
| 1948       | 244        |            |
| 1953       | 268        |            |
| 1961       | 261        |            |
| 1971       | 229        |            |
| 1981       | 256        |            |
| 1991       | 245        | 243        |
| 2003       | 215        | 213        |

| \| Componența etnică conform recensământului din 2003[2] \| Componența etnică conform recensământului din 2003[2] \| Componența etnică conform recensământului din 2003[2] \| Componența etnică conform recensământului din 2003[2] \| Componența etnică conform recensământului din 2003[2] \| \| ----------------------------------------------------- \| ----------------------------------------------------- \| ----------------------------------------------------- \| ----------------------------------------------------- \| ----------------------------------------------------- \| \| \| \| \| \| \| \| Muntenegreni \| Muntenegreni \| \| 159 \| 74,64% \| \| Sârbi \| Sârbi \| \| 49 \| 23% \| \| Iugoslavi \| Iugoslavi \| \| 4 \| 1,87% \| \| necunoscută \| necunoscută \| \| 0 \| 0% \| |              |  |     |        |
| Componența etnică conform recensământului din 2003 |              |  |     |        |
| |              |  |     |        |
| Muntenegreni | Muntenegreni |  | 159 | 74,64% |
| Sârbi | Sârbi        |  | 49  | 23%    |
| Iugoslavi | Iugoslavi    |  | 4   | 1,87%  |
| necunoscută | necunoscută  |  | 0   | 0%     |